# 1. Tennis-Bundesliga (Herren) 2019
Die Tennis-Bundesliga der Herren wurde 2019 vom 7. Juli bis 11. August zum 48. Mal ausgetragen. Die Liga bestand aus zehn Mannschaften. Der TK Grün-Weiss Mannheim konnte seinen Titel verteidigen.

## Spieltage und Mannschaften
| Spieltage                                                             |
| --------------------------------------------------------------------- |
| 1. Spieltag: So., 7. Juli 2019, 11:00 Uhr                             |
| 2. Spieltag: Fr., 12. Juli 2019, 13:00 Uhr                            |
| 3. Spieltag: So., 14. Juli 2019, 11:00 Uhr                            |
| 4. Spieltag: So., 21. Juli 2019, 11:00 Uhr                            |
| 5. Spieltag: Fr., 26. Juli 2019, 13:00 Uhr                            |
| 6. Spieltag: So., 28. Juli 2019, 11:00 Uhr                            |
| 7. Spieltag: So., 4. August 2019, 11:00 Uhr                           |
| 8. Spieltag: Sa., 10. August 2019, 10:30 Uhr, 11:00 Uhr und 12:00 Uhr |
| 9. Spieltag: So., 11. August 2019, 11:00 Uhr                          |

| Mannschaften                |
| --------------------------- |
| Rochusclub Düsseldorf       |
| TC Großhesselohe (N)        |
| HTC Blau-Weiß Krefeld       |
| TC Weinheim                 |
| Kölner THC Stadion Rot-Weiß |
| TK Blau-Weiss Aachen (N)    |
| TK Grün-Weiss Mannheim (M)  |
| TK Kurhaus Aachen           |
| TuS Sennelager (N)          |
| Badwerk Gladbacher HTC      |

## Tabelle
|     | Mannschaft                         | Begegnungen | Punkte | Matches | Sätze | Spiele  |
| --- | ---------------------------------- | ----------- | ------ | ------- | ----- | ------- |
| 01. | TK Grün-Weiss Mannheim (M)         | 9           | 15:3   | 34:20   | 76:51 | 553:472 |
| 02. | Allpresan Rochusclub Düsseldorf    | 9           | 13:5   | 33:21   | 71:53 | 554:504 |
| 03. | BW Timberland Finance Krefeld      | 9           | 12:6   | 31:23   | 66:59 | 534:526 |
| 04. | TK Kurhaus Lambertz Aachen         | 9           | 11:7   | 30:24   | 71:60 | 553:536 |
| 05. | Badwerk Gladbacher HTC             | 9           | 10:8   | 31:23   | 75:59 | 554:511 |
| 06. | TC Großhesselohe (N)               | 9           | 9:9    | 29:25   | 72:61 | 558:480 |
| 07. | Team Hämmerling TuS Sennelager (N) | 9           | 7:11   | 24:30   | 60:69 | 502:548 |
| 08. | Kölner THC Stadion Rot-Weiß        | 9           | 6:12   | 24:30   | 55:69 | 512:557 |
| 09. | TC Weinheim                        | 9           | 6:12   | 22:32   | 57:71 | 511:546 |
| 10. | TK Blau-Weiss Aachen (N)           | 9           | 1:17   | 12:42   | 37:88 | 442:593 |

|                      |                                                                |
| Zum Saisonende 2018: |                                                                |
| (M)                  | Meister, Meister in der Vorsaison                              |
| (N)                  | Neuling, Aufsteiger aus der 2. Tennis-Bundesliga (Herren) 2018 |

| Zum Saisonende 2019:                                        |
| Meister Absteiger in die 2. Tennis-Bundesliga (Herren) 2020 |

## Mannschaftskader
| Pos. | Name                    |
| ---- | ----------------------- |
| 1    | Jaume Munar             |
| 2    | Juan Ignacio Londero    |
| 3    | Pablo Andújar           |
| 4    | Pedro Sousa             |
| 5    | Roberto Carballés Baena |
| 6    | Ričardas Berankis       |
| 7    | Marcel Granollers       |
| 8    | Marco Trungelliti       |
| 9    | Henri Laaksonen         |
| 10   | Lukáš Rosol             |
| 11   | Filip Horanský          |
| 12   | Henri Squire            |
| 13   | Hans Podlipnik-Castillo |
| 14   | Matwé Middelkoop        |
| 15   | Sander Arends           |
| 16   | Hendrik Heym            |

| Pos. | Name                        |
| ---- | --------------------------- |
| 1    | Nikolos Bassilaschwili      |
| 2    | Peter Gojowczyk             |
| 3    | Matthias Bachinger          |
| 4    | Dennis Novak                |
| 5    | Kamil Majchrzak             |
| 6    | Jürgen Zopp                 |
| 7    | Daniel Brands               |
| 8    | Sebastian Ofner             |
| 9    | Alejandro Davidovich Fokina |
| 10   | Kevin Krawietz              |
| 11   | Lucas Miedler               |
| 12   | Máté Valkusz                |
| 13   | Florian Mayer               |
| 14   | Oliver Marach               |
| 15   |                             |
| 16   |                             |

| Pos. | Name                   |
| ---- | ---------------------- |
| 1    | Marco Cecchinato       |
| 2    | Leonardo Mayer         |
| 3    | Cristian Garín         |
| 4    | Paolo Lorenzi          |
| 5    | Stefano Travaglia      |
| 6    | Simone Bolelli         |
| 7    | Rogério Dutra da Silva |
| 8    | Alessandro Giannessi   |
| 9    | Gianluca Mager         |
| 10   | Federico Gaio          |
| 11   | Jürgen Melzer          |
| 12   | Andrea Collarini       |
| 13   | Ricardo Ojeda Lara     |
| 14   | Davide Galoppini       |
| 15   | Florian Kaiser         |
| 16   | Tobias Prehn           |

| Pos. | Name               |
| ---- | ------------------ |
| 1    | John Millman       |
| 2    | Thomas Fabbiano    |
| 3    | Casper Ruud        |
| 4    | Luca Vanni         |
| 5    | Nicolás Almagro    |
| 6    | Yannick Hanfmann   |
| 7    | Andrea Arnaboldi   |
| 8    | José Hernández     |
| 9    | Renzo Olivo        |
| 10   | Sadio Doumbia      |
| 11   | Frank Wintermantel |
| 12   | Moritz Baumann     |
| 13   | Jonas Lütjen       |
| 14   | Jonathan Mridha    |
| 15   | Moritz Hoffmann    |
| 16   |                    |

| Pos. | Name                 |
| ---- | -------------------- |
| 1    | Fabio Fognini        |
| 2    | Andreas Seppi        |
| 3    | Benoît Paire         |
| 4    | Grégoire Barrère     |
| 5    | Oscar Otte           |
| 6    | Kimmer Coppejans     |
| 7    | Adam Pavlásek        |
| 8    | Dustin Brown         |
| 9    | Santiago Giraldo     |
| 10   | Jan Choinski         |
| 11   | Hazem Naw            |
| 12   | Wesley Koolhof       |
| 13   | Andreas Mies         |
| 14   | Yannick Stephan Born |
| 15   | Pascal Koch          |
| 16   | Max Hierl            |

| Pos. | Name                 |
| ---- | -------------------- |
| 1    | Prajnesh Gunneswaran |
| 2    | Tallon Griekspoor    |
| 3    | Thiemo de Bakker     |
| 4    | Joris De Loore       |
| 5    | Zizou Bergs          |
| 6    | Aslan Karazew        |
| 7    | Yannick Mertens      |
| 8    | Germain Gigounon     |
| 9    | Clément Geens        |
| 10   | Maxime Authom        |
| 11   | Niels Desein         |
| 12   | Yannik Reuter        |
| 13   | Sander Gillé         |
| 14   | Joran Vliegen        |
| 15   | Marcel Hornung       |
| 16   | Tobias Rauch         |

| Pos. | Name                |
| ---- | ------------------- |
| 1    | Dominic Thiem       |
| 2    | Dušan Lajović       |
| 3    | Radu Albot          |
| 4    | Federico Delbonis   |
| 5    | Maximilian Marterer |
| 6    | Pedro Martínez      |
| 7    | Tobias Kamke        |
| 8    | Gerald Melzer       |
| 9    | Jeremy Jahn         |
| 10   | Manuel Peña López   |
| 11   | Robin Kern          |
| 12   | Justin Schlageter   |
| 13   | Andreas Beck        |
| 14   | Björn Phau          |
| 15   | Jannik Gieße        |
| 16   | Marc Lopez          |

| Pos. | Name                  |
| ---- | --------------------- |
| 1    | Roberto Bautista Agut |
| 2    | Jan-Lennard Struff    |
| 3    | Pablo Cuevas          |
| 4    | Guido Andreozzi       |
| 5    | Steve Darcis          |
| 6    | Cedrik-Marcel Stebe   |
| 7    | Filippo Baldi         |
| 8    | Salvatore Caruso      |
| 9    | Mathias Bourgue       |
| 10   | Carlos Taberner       |
| 11   | Martín Cuevas         |
| 12   | Tim Pütz              |
| 13   | Nils Langer           |
| 14   | Philipp Oswald        |
| 15   |                       |
| 16   |                       |

| Pos. | Name                     |
| ---- | ------------------------ |
| 1    | Jozef Kovalík            |
| 2    | Antoine Hoang            |
| 3    | Alexei Watutin           |
| 4    | Norbert Gombos           |
| 5    | Dragoș Dima              |
| 6    | Frederico Ferreira Silva |
| 7    | Iwan Gachow              |
| 8    | Arthur Rinderknech       |
| 9    | Manuel Guinard           |
| 10   | Karuê Sell               |
| 11   | Jan Zieliński            |
| 12   | David Pel                |
| 13   | Philipp Scholz           |
| 14   | Marcin Matkowski         |
| 15   | Julius Hillmann          |
| 16   | Louis Dietze             |

| Pos. | Name                   |
| ---- | ---------------------- |
| 1    | Philipp Kohlschreiber  |
| 2    | Márton Fucsovics       |
| 3    | Robin Haase            |
| 4    | Albert Ramos Viñolas   |
| 5    | Jiří Veselý            |
| 6    | Guillermo García López |
| 7    | Adrián Menéndez        |
| 8    | Daniel Gimeno Traver   |
| 9    | Alexander Nedowessow   |
| 10   | Matteo Donati          |
| 11   | Andrej Martin          |
| 12   | Franko Škugor          |
| 13   | Roman Jebavý           |
| 14   | Tim Sandkaulen         |
| 15   | Max Wiskandt           |
| 16   | David Tesic            |

## Ergebnisse
| Datum/Uhrzeit    | Heimmannschaft               | Gastmannschaft               | Matches | Sätze | Spiele |
| ---------------- | ---------------------------- | ---------------------------- | ------- | ----- | ------ |
| So. 07.07. 11:00 | Rochusclub Düsseldorf        | TC Großhesselohe             | 3:3     | 6:9   | 48:69  |
| So. 07.07. 11:00 | HTC Blau-Weiß Krefeld        | Badwerk Gladbacher HTC       | 3:3     | 7:8   | 62:64  |
| So. 07.07. 11:00 | TK Kurhaus Lambertz Aachen   | Kölner THC Stadion Rot-Weiss | 4:2     | 10:4  | 69:49  |
| So. 07.07. 11:00 | TC Weinheim                  | TK Blau-Weiss Aachen         | 4:2     | 9:5   | 67:50  |
| So. 07.07. 11:00 | TuS Sennelager               | TK Grün-Weiss Mannheim       | 2:4     | 4:9   | 46:71  |
| Fr. 12.07. 13:00 | Rochusclub Düsseldorf        | TC Weinheim                  | 5:1     | 10:3  | 64:54  |
| Fr. 12.07. 13:00 | HTC Blau-Weiß Krefeld        | TK Kurhaus Lambertz Aachen   | 5:1     | 10:5  | 67:52  |
| Fr. 12.07. 13:00 | TK Blau-Weiss Aachen         | TK Grün-Weiss Mannheim       | 2:4     | 7:8   | 60:60  |
| Fr. 12.07. 13:00 | Badwerk Gladbacher HTC       | TuS Sennelager               | 5:1     | 10:4  | 70:52  |
| Fr. 12.07. 13:00 | TC Großhesselohe             | Kölner THC Stadion Rot-Weiss | 3:3     | 7:8   | 59:61  |
| So. 14.07. 11:00 | TK Grün-Weiss Mannheim       | TC Großhesselohe             | 4:2     | 8:5   | 58:52  |
| So. 14.07. 11:00 | Badwerk Gladbacher HTC       | TK Blau-Weiss Aachen         | 6:0     | 12:2  | 66:42  |
| So. 14.07. 11:00 | TC Weinheim                  | TK Kurhaus Lambertz Aachen   | 2:4     | 5:8   | 60:65  |
| So. 14.07. 11:00 | TuS Sennelager               | Rochusclub Düsseldorf        | 1:5     | 3:10  | 40:68  |
| So. 14.07. 11:00 | Kölner THC Stadion Rot-Weiss | HTC Blau-Weiß Krefeld        | 2:4     | 6:8   | 64:72  |
| So. 21.07. 11:00 | TK Grün-Weiss Mannheim       | TC Weinheim                  | 3:3     | 8:7   | 63:57  |
| So. 21.07. 11:00 | TK Kurhaus Lambertz Aachen   | Rochusclub Düsseldorf        | 6:0     | 12:2  | 70:46  |
| So. 21.07. 11:00 | TK Blau-Weiss Aachen         | Kölner THC Stadion Rot-Weiss | 2:4     | 4:8   | 51:66  |
| So. 21.07. 11:00 | TC Großhesselohe             | Badwerk Gladbacher HTC       | 3:3     | 9:8   | 63:61  |
| So. 21.07. 11:00 | TuS Sennelager               | HTC Blau-Weiß Krefeld        | 3:3     | 8:6   | 61:48  |
| Fr. 26.07. 13:00 | Rochusclub Düsseldorf        | TK Grün-Weiss Mannheim       | 2:4     | 6:9   | 59:65  |
| Fr. 26.07. 13:00 | HTC Blau-Weiß Krefeld        | TC Weinheim                  | 5:1     | 10:3  | 71:43  |
| Fr. 26.07. 13:00 | TK Blau-Weiss Aachen         | TuS Sennelager               | 1:5     | 5:11  | 58:65  |
| Fr. 26.07. 13:00 | TC Großhesselohe             | TK Kurhaus Lambertz Aachen   | 3:3     | 8:7   | 70:58  |
| Sa. 27.07. 12:00 | Badwerk Gladbacher HTC       | Kölner THC Stadion Rot-Weiss | 4:2     | 10:5  | 69:60  |
| So. 28.07. 11:00 | Rochusclub Düsseldorf        | TK Blau-Weiss Aachen         | 6:0     | 12:1  | 74:42  |
| So. 28.07. 11:00 | HTC Blau-Weiß Krefeld        | TC Großhesselohe             | 4:2     | 8:6   | 50:51  |
| So. 28.07. 11:00 | TK Kurhaus Lambertz Aachen   | Badwerk Gladbacher HTC       | 4:2     | 9:6   | 66:62  |
| So. 28.07. 11:00 | TC Weinheim                  | TuS Sennelager               | 2:4     | 6:9   | 53:65  |
| So. 28.07. 11:00 | Kölner THC Stadion Rot-Weiss | TK Grün-Weiss Mannheim       | 3:3     | 6:7   | 48:56  |
| So. 04.08. 11:00 | TK Grün-Weiss Mannheim       | TK Kurhaus Lambertz Aachen   | 4:2     | 10:5  | 65:55  |
| So. 04.08. 11:00 | TK Blau-Weiss Aachen         | HTC Blau-Weiß Krefeld        | 2:4     | 5:8   | 53:65  |
| So. 04.08. 11:00 | Badwerk Gladbacher HTC       | Rochusclub Düsseldorf        | 2:4     | 7:9   | 58:66  |
| So. 04.08. 11:00 | TC Großhesselohe             | TuS Sennelager               | 3:3     | 7:8   | 58:57  |
| So. 04.08. 11:00 | Kölner THC Stadion Rot-Weiss | TC Weinheim                  | 2:4     | 5:10  | 48:69  |
| Sa. 10.08. 10:30 | TC Weinheim                  | Badwerk Gladbacher HTC       | 3:3     | 7:7   | 55:55  |
| Sa. 10.08. 11:00 | TK Blau-Weiss Aachen         | TC Großhesselohe             | 0:6     | 1:12  | 34:71  |
| Sa. 10.08. 11:00 | TuS Sennelager               | TK Kurhaus Lambertz Aachen   | 3:3     | 8:7   | 65:59  |
| Sa. 10.08. 12:00 | Rochusclub Düsseldorf        | Kölner THC Stadion Rot-Weiss | 4:2     | 8:4   | 61:53  |
| Sa. 10.08. 12:00 | TK Grün-Weiss Mannheim       | HTC Blau-Weiß Krefeld        | 5:1     | 10:4  | 70:46  |
| So. 11.08. 11:00 | HTC Blau-Weiß Krefeld        | Rochusclub Düsseldorf        | 2:4     | 5:8   | 53:68  |
| So. 11.08. 11:00 | TK Kurhaus Lambertz Aachen   | TK Blau-Weiss Aachen         | 3:3     | 8:7   | 59:52  |
| So. 11.08. 11:00 | Badwerk Gladbacher HTC       | TK Grün-Weiss Mannheim       | 3:3     | 7:7   | 49:45  |
| So. 11.08. 11:00 | TC Großhesselohe             | TC Weinheim                  | 4:2     | 9:7   | 65:53  |
| So. 11.08. 11:00 | Kölner THC Stadion Rot-Weiss | TuS Sennelager               | 4:2     | 9:5   | 63:51  |